# Escoma
Escoma ist eine Ortschaft im Departamento La Paz im Hochland von Bolivien.

## Lage im Nahraum
Escoma liegt in der Provinz Eliodoro Camacho und ist zentraler Ort in dem 2009 neu gebildeten Municipio Escoma, vorher zum Municipio Puerto Acosta gehörig. Die Ortschaft liegt auf einer Höhe von 3832 m auf der bolivianischen Hochebene am östlichen Ufer des Titicacasees an der Mündung des Río Suches.

## Geographie
Escoma liegt auf dem Altiplano am Westrand der bolivianischen Cordillera Real. Das Klima der Region ist ein typisches Tageszeitenklima, bei dem die mittleren Temperaturschwankungen im Tagesverlauf stärker ausfallen als im Jahresverlauf.
Die Durchschnittstemperatur der Region liegt bei knapp 9 °C (siehe Klimadiagramm Puerto Acosta), die Monatsdurchschnittstemperaturen schwanken nur unwesentlich zwischen knapp 6 °C im Juli und gut 10 °C von November bis Januar. Der Jahresniederschlag beträgt etwa 850 mm, die Monatswerte liegen zwischen unter 15 mm in von Juni bis August und einer Feuchtezeit mit Werten zwischen 120 und 170 mm von Dezember bis März.

## Verkehrsnetz
Escoma liegt in einer Entfernung von 167 Straßenkilometern nordwestlich von La Paz, der Hauptstadt des gleichnamigen Departamentos.
Von La Paz führt die asphaltierte Nationalstraße Ruta 2 in nördlicher Richtung 70 Kilometer bis Huarina, von dort führt die Ruta 16 weitere 97 Kilometer über Achacachi, Ancoraimes und Puerto Carabuco nach Escoma. Nach Nordwesten hin führt eine Nebenstrecke zur Landstadt Puerto Acosta und von Escoma aus nach Norden führt die Ruta 16 weiter Richtung Charazani.

## Bevölkerung
Die Einwohnerzahl der Ortschaft ist in den vergangenen beiden Jahrzehnten auf etwa das Dreifache angestiegen:
| Jahr | Einwohner | Quelle       |
| ---- | --------- | ------------ |
| 1992 | 257       | Volkszählung |
| 2001 | 576       | Volkszählung |
| 2012 | 1162      | Volkszählung |
| 2024 |           | Volkszählung |

Aufgrund der historischen Bevölkerungsentwicklung weist die Region einen hohen Anteil an Aymara-Bevölkerung auf, im Municipio Puerto Acosta in den Grenzen von 2001 haben 97,3 Prozent der Bevölkerung Aymara gesprochen.